# Ípsilon Geminorum
Ípsilon Geminorum (υ Gem / 69 Geminorum) es una estrella en la constelación de Géminis.
Tiene magnitud aparente +4,03 y se encuentra, de acuerdo a la nueva reducción de los datos de paralaje de Hipparcos, a 271 ± 15 años luz del sistema solar.
Forma parte del denominado «Grupo de Wolf 630» —que incluye, entre otros, a R Leonis, R Sculptoris y R Coronae Borealis—, conjunto de estrellas que comparte el mismo movimiento propio a través del espacio.

## Características
Ípsilon Geminorum es una fría gigante roja de tipo espectral M0III cuya temperatura efectiva es de 3926 ± 16 K.
417 veces más luminosa que el Sol, el valor de su diámetro angular una vez considerado el oscurecimiento de limbo —5,00 ± 0,05 milisegundos de arco—, permite evaluar su verdadero diámetro.
Éste es 44 veces más grande que el diámetro solar, equivalente a 0,21 UA.
Gira sobre sí misma con una velocidad de rotación proyectada de 5,19 km/s, lo que conlleva que su período de rotación puede ser de hasta 435 días, siendo este un valor máximo.
Presenta un contenido metálico superior al solar, siendo su índice de metalicidad [Fe/H] igual a +0,12.
Ípsilon Geminorum puede tener el doble de masa que el Sol. Este valor es sólo aproximado, ya que, en esta región del diagrama de Hertzsprung-Russell, estrellas con distintas masas tienen características semejantes.
Igualmente es incierto su estado evolutivo, aunque lo más probable es que esté aumentando en brillo con un núcleo inerte de carbono y oxígeno.

## Duplicidad y variablidad
Se piensa que Ípsilon Geminorum es una estrella binaria aunque nada se conoce sobre la naturaleza de su posible acompañante.
Asimismo, puede ser una estrella variable —recibe el nombre de NSV 3652 como posible variable—, si bien dicha variabilidad no ha sido confirmada.